# Dinesh Gunawardena
Dinesh Chandra Rupasinghe Gunawardena (tiếng Sinhala: දිනේෂ් ගුණවර්ධන, tiếng Tamil: தினேஷ் குணவர்தன; sinh ngày 2 tháng 3 năm 1949) là một chính trị gia Sri Lanka và là Thủ tướng Sri Lanka đương nhiệm. Ông là nghị sĩ Quốc hội, bộ trưởng nội các và Lãnh đạo Hạ viện trong Quốc hội Sri Lanka từ năm 2020. Ông là lãnh đạo hiện tại của đảng Mặt trận Nhân dân Thống nhất cánh tả (Mahajana Eksath Peramuna) từ năm 1983.
Ông được Tổng thống đắc cử Ranil Wickremesinghe bổ nhiệm làm Thủ tướng vào ngày 22 tháng 7 năm 2022, hai ngày sau khi được Quốc hội bầu làm Tổng thống thay thế cựu Tổng thống Gotabaya Rajapaksa.